# Eleições legislativas portuguesas de 1979 no distrito de Faro
| Eleições legislativas portuguesas de 1979 Distritos: Aveiro \| Beja \| Braga \| Bragança \| Castelo Branco \| Coimbra \| Évora \| Faro \| Guarda \| Leiria \| Lisboa \| Portalegre \| Porto \| Santarém \| Setúbal \| Viana do Castelo \| Vila Real \| Viseu \| Açores \| Madeira \| Estrangeiro |

## Resultados por Concelho
Os resultados nos concelhos do Distrito de Faro foram os seguintes:

### Albufeira
| Partido                 | Partido                      | Votos  | %               | +/-  |
| ----------------------- | ---------------------------- | ------ | --------------- | ---- |
|                         | Aliança Democrática          | 4 269  | 40,63 / 100,00  | 6,96 |
|                         | Partido Socialista           | 3 639  | 34,63 / 100,00  | 9,09 |
|                         | Aliança Povo Unido           | 1 550  | 14,75 / 100,00  | 4,36 |
|                         | União Democrática Popular    | 207    | 1,97 / 100,00   | 0,64 |
|                         | Partido da Democracia Cristã | 171    | 1,63 / 100,00   | 1,00 |
|                         | Outros                       | 282    | 2,68 / 100,00   |      |
| Votos Inválidos         | Votos Inválidos              | 390    | 3,71 / 100,00   | 2,63 |
| Total                   | Total                        | 10 508 | 100,00 / 100,00 |      |
| Eleitorado/Participação | Eleitorado/Participação      | 12 671 | 82,93 / 100,00  | 4,59 |

### Alcoutim
| Partido                 | Partido                           | Votos | %               | +/-  |
| ----------------------- | --------------------------------- | ----- | --------------- | ---- |
|                         | Partido Socialista                | 1 329 | 38,21 / 100,00  | 5,23 |
|                         | Aliança Democrática               | 1 038 | 29,84 / 100,00  | 8,16 |
|                         | Aliança Povo Unido                | 616   | 17,71 / 100,00  | 4,51 |
|                         | União Democrática Popular         | 80    | 2,30 / 100,00   | 0,31 |
|                         | Partido da Democracia Cristã      | 56    | 1,61 / 100,00   | 0,50 |
|                         | Partido Socialista Revolucionário | 51    | 1,47 / 100,00   | 0,62 |
|                         | PCTP/MRPP                         | 48    | 1,38 / 100,00   | 0,47 |
|                         | UEDS                              | 42    | 1,21 / 100,00   | Novo |
| Votos Inválidos         | Votos Inválidos                   | 218   | 6,27 / 100,00   | 5,88 |
| Total                   | Total                             | 3 478 | 100,00 / 100,00 |      |
| Eleitorado/Participação | Eleitorado/Participação           | 4 520 | 76,95 / 100,00  | 4,15 |

### Aljezur
| Partido                 | Partido                           | Votos | %               | +/-  |
| ----------------------- | --------------------------------- | ----- | --------------- | ---- |
|                         | Partido Socialista                | 1 504 | 40,52 / 100,00  | 2,88 |
|                         | Aliança Povo Unido                | 1 029 | 27,72 / 100,00  | 3,83 |
|                         | Aliança Democrática               | 701   | 18,88 / 100,00  | 0,88 |
|                         | União Democrática Popular         | 87    | 2,34 / 100,00   | 0,72 |
|                         | UEDS                              | 59    | 1,59 / 100,00   | Novo |
|                         | PCTP/MRPP                         | 53    | 1,43 / 100,00   | 0,84 |
|                         | Partido Socialista Revolucionário | 53    | 1,43 / 100,00   | 0,84 |
|                         | Partido da Democracia Cristã      | 45    | 1,21 / 100,00   | 0,21 |
| Votos Inválidos         | Votos Inválidos                   | 181   | 4,87 / 100,00   | 2,88 |
| Total                   | Total                             | 3 712 | 100,00 / 100,00 |      |
| Eleitorado/Participação | Eleitorado/Participação           | 4 446 | 83,49 / 100,00  | 3,94 |

### Castro Marim
| Partido                 | Partido                           | Votos | %               | +/-  |
| ----------------------- | --------------------------------- | ----- | --------------- | ---- |
|                         | Partido Socialista                | 1 885 | 43,05 / 100,00  | 8,85 |
|                         | Aliança Democrática               | 1 190 | 27,18 / 100,00  | 4,97 |
|                         | Aliança Povo Unido                | 623   | 14,23 / 100,00  | 6,81 |
|                         | União Democrática Popular         | 196   | 4,48 / 100,00   | 1,41 |
|                         | PCTP/MRPP                         | 70    | 1,60 / 100,00   | 0,96 |
|                         | UEDS                              | 53    | 1,21 / 100,00   | Novo |
|                         | Partido Socialista Revolucionário | 52    | 1,19 / 100,00   | 0,51 |
|                         | Outros                            | 43    | 0,98 / 100,00   |      |
| Votos Inválidos         | Votos Inválidos                   | 267   | 6,10 / 100,00   | 3,07 |
| Total                   | Total                             | 4 379 | 100,00 / 100,00 |      |
| Eleitorado/Participação | Eleitorado/Participação           | 5 516 | 79,39 / 100,00  | 2,18 |

### Faro
| Partido                 | Partido                      | Votos  | %               | +/-   |
| ----------------------- | ---------------------------- | ------ | --------------- | ----- |
|                         | Aliança Democrática          | 11 421 | 39,34 / 100,00  | 10,31 |
|                         | Partido Socialista           | 8 054  | 27,74 / 100,00  | 14,74 |
|                         | Aliança Povo Unido           | 6 883  | 23,71 / 100,00  | 6,39  |
|                         | União Democrática Popular    | 845    | 2,91 / 100,00   | 0,05  |
|                         | Partido da Democracia Cristã | 311    | 1,07 / 100,00   | 0,43  |
|                         | Outros                       | 653    | 2,25 / 100,00   |       |
| Votos Inválidos         | Votos Inválidos              | 867    | 2,99 / 100,00   | 1,37  |
| Total                   | Total                        | 29 304 | 100,00 / 100,00 |       |
| Eleitorado/Participação | Eleitorado/Participação      | 33 710 | 86,13 / 100,00  | 4,74  |

### Lagoa
| Partido                 | Partido                      | Votos  | %               | +/-   |
| ----------------------- | ---------------------------- | ------ | --------------- | ----- |
|                         | Aliança Democrática          | 3 228  | 33,27 / 100,00  | 8,60  |
|                         | Partido Socialista           | 3 081  | 31,76 / 100,00  | 12,80 |
|                         | Aliança Povo Unido           | 2 257  | 23,27 / 100,00  | 7,00  |
|                         | União Democrática Popular    | 326    | 3,36 / 100,00   | 1,48  |
|                         | Partido da Democracia Cristã | 150    | 1,55 / 100,00   | 0,72  |
|                         | PCTP/MRPP                    | 109    | 1,12 / 100,00   | 0,61  |
|                         | Outros                       | 183    | 1,89 / 100,00   |       |
| Votos Inválidos         | Votos Inválidos              | 367    | 3,78 / 100,00   | 2,78  |
| Total                   | Total                        | 9 701  | 100,00 / 100,00 |       |
| Eleitorado/Participação | Eleitorado/Participação      | 10 899 | 89,01 / 100,00  | 1,22  |

### Lagos
| Partido                 | Partido                   | Votos  | %               | +/-   |
| ----------------------- | ------------------------- | ------ | --------------- | ----- |
|                         | Partido Socialista        | 4 597  | 35,32 / 100,00  | 10,51 |
|                         | Aliança Democrática       | 3 506  | 26,93 / 100,00  | 9,31  |
|                         | Aliança Povo Unido        | 3 484  | 26,76 / 100,00  | 6,03  |
|                         | União Democrática Popular | 471    | 3,62 / 100,00   | 0,04  |
|                         | UEDS                      | 151    | 1,16 / 100,00   | Novo  |
|                         | Outros                    | 375    | 2,88 / 100,00   |       |
| Votos Inválidos         | Votos Inválidos           | 433    | 3,33 / 100,00   | 1,80  |
| Total                   | Total                     | 13 017 | 100,00 / 100,00 |       |
| Eleitorado/Participação | Eleitorado/Participação   | 14 996 | 86,80 / 100,00  | 2,56  |

### Loulé
| Partido                 | Partido                      | Votos  | %               | +/-  |
| ----------------------- | ---------------------------- | ------ | --------------- | ---- |
|                         | Aliança Democrática          | 12 102 | 43,57 / 100,00  | 5,74 |
|                         | Partido Socialista           | 8 635  | 31,09 / 100,00  | 9,46 |
|                         | Aliança Povo Unido           | 3 723  | 13,41 / 100,00  | 5,18 |
|                         | União Democrática Popular    | 752    | 2,71 / 100,00   | 0,61 |
|                         | Partido da Democracia Cristã | 454    | 1,63 / 100,00   | 0,57 |
|                         | UEDS                         | 319    | 1,15 / 100,00   | Novo |
|                         | PCTP/MRPP                    | 286    | 1,03 / 100,00   | 0,26 |
|                         | Outros                       | 250    | 0,90 / 100,00   |      |
| Votos Inválidos         | Votos Inválidos              | 1 252  | 4,50 / 100,00   | 1,89 |
| Total                   | Total                        | 27 773 | 100,00 / 100,00 |      |
| Eleitorado/Participação | Eleitorado/Participação      | 33 052 | 84,03 / 100,00  | 6,21 |

### Monchique
| Partido                 | Partido                      | Votos | %               | +/-   |
| ----------------------- | ---------------------------- | ----- | --------------- | ----- |
|                         | Aliança Democrática          | 2 958 | 43,83 / 100,00  | 10,49 |
|                         | Partido Socialista           | 2 051 | 30,39 / 100,00  | 8,21  |
|                         | Aliança Povo Unido           | 983   | 14,57 / 100,00  | 3,49  |
|                         | Partido da Democracia Cristã | 168   | 2,49 / 100,00   | 1,02  |
|                         | União Democrática Popular    | 121   | 1,79 / 100,00   | 0,63  |
|                         | Outros                       | 169   | 2,50 / 100,00   |       |
| Votos Inválidos         | Votos Inválidos              | 299   | 4,43 / 100,00   | 4,92  |
| Total                   | Total                        | 6 749 | 100,00 / 100,00 |       |
| Eleitorado/Participação | Eleitorado/Participação      | 7 921 | 85,20 / 100,00  | 5,27  |

### Olhão
| Partido                 | Partido                      | Votos  | %               | +/-   |
| ----------------------- | ---------------------------- | ------ | --------------- | ----- |
|                         | Partido Socialista           | 8 892  | 43,48 / 100,00  | 12,49 |
|                         | Aliança Democrática          | 6 560  | 32,08 / 100,00  | 10,45 |
|                         | Aliança Povo Unido           | 2 867  | 14,02 / 100,00  | 5,89  |
|                         | União Democrática Popular    | 466    | 2,28 / 100,00   | 0,56  |
|                         | PCTP/MRPP                    | 398    | 1,95 / 100,00   | 1,86  |
|                         | Partido da Democracia Cristã | 255    | 1,25 / 100,00   | 0,58  |
|                         | UEDS                         | 232    | 1,13 / 100,00   | Novo  |
|                         | Outros                       | 98     | 0,48 / 100,00   |       |
| Votos Inválidos         | Votos Inválidos              | 681    | 3,33 / 100,00   | 1,66  |
| Total                   | Total                        | 20 449 | 100,00 / 100,00 |       |
| Eleitorado/Participação | Eleitorado/Participação      | 24 687 | 82,83 / 100,00  | 2,36  |

### Portimão
| Partido                 | Partido                   | Votos  | %               | +/-   |
| ----------------------- | ------------------------- | ------ | --------------- | ----- |
|                         | Partido Socialista        | 7 772  | 33,62 / 100,00  | 13,47 |
|                         | Aliança Democrática       | 7 562  | 32,71 / 100,00  | 9,51  |
|                         | Aliança Povo Unido        | 5 376  | 23,25 / 100,00  | 5,63  |
|                         | União Democrática Popular | 877    | 3,79 / 100,00   | 1,15  |
|                         | Outros                    | 781    | 3,37 / 100,00   |       |
| Votos Inválidos         | Votos Inválidos           | 752    | 3,25 / 100,00   | 1,14  |
| Total                   | Total                     | 23 120 | 100,00 / 100,00 |       |
| Eleitorado/Participação | Eleitorado/Participação   | 26 067 | 88,69 / 100,00  | 2,11  |

### São Brás de Alportel
| Partido                 | Partido                      | Votos | %               | +/-   |
| ----------------------- | ---------------------------- | ----- | --------------- | ----- |
|                         | Partido Socialista           | 1 773 | 37,23 / 100,00  | 10,44 |
|                         | Aliança Democrática          | 1 769 | 37,15 / 100,00  | 8,35  |
|                         | Aliança Povo Unido           | 767   | 16,11 / 100,00  | 3,91  |
|                         | Partido da Democracia Cristã | 69    | 1,45 / 100,00   | 0,79  |
|                         | União Democrática Popular    | 64    | 1,34 / 100,00   | 0,19  |
|                         | UEDS                         | 55    | 1,15 / 100,00   | Novo  |
|                         | Outros                       | 82    | 1,72 / 100,00   |       |
| Votos Inválidos         | Votos Inválidos              | 183   | 3,84 / 100,00   | 1,89  |
| Total                   | Total                        | 4 762 | 100,00 / 100,00 |       |
| Eleitorado/Participação | Eleitorado/Participação      | 5 880 | 80,99 / 100,00  | 4,58  |

### Silves
| Partido                 | Partido                      | Votos  | %               | +/-  |
| ----------------------- | ---------------------------- | ------ | --------------- | ---- |
|                         | Partido Socialista           | 6 564  | 31,50 / 100,00  | 9,82 |
|                         | Aliança Democrática          | 6 191  | 29,71 / 100,00  | 7,48 |
|                         | Aliança Povo Unido           | 5 646  | 27,09 / 100,00  | 5,06 |
|                         | União Democrática Popular    | 593    | 2,85 / 100,00   | 0,14 |
|                         | Partido da Democracia Cristã | 321    | 1,54 / 100,00   | 0,57 |
|                         | UEDS                         | 234    | 1,12 / 100,00   | Novo |
|                         | PCTP/MRPP                    | 212    | 1,02 / 100,00   | 0,42 |
|                         | Outros                       | 197    | 0,95 / 100,00   |      |
| Votos Inválidos         | Votos Inválidos              | 883    | 4,23 / 100,00   | 0,92 |
| Total                   | Total                        | 20 841 | 100,00 / 100,00 |      |
| Eleitorado/Participação | Eleitorado/Participação      | 24 444 | 85,26 / 100,00  | 3,55 |

### Tavira
| Partido                 | Partido                      | Votos  | %               | +/-  |
| ----------------------- | ---------------------------- | ------ | --------------- | ---- |
|                         | Partido Socialista           | 5 828  | 39,50 / 100,00  | 5,86 |
|                         | Aliança Democrática          | 5 258  | 35,64 / 100,00  | 3,72 |
|                         | Aliança Povo Unido           | 1 577  | 10,69 / 100,00  | 4,64 |
|                         | União Democrática Popular    | 747    | 5,06 / 100,00   | 1,24 |
|                         | Partido da Democracia Cristã | 226    | 1,53 / 100,00   | 0,64 |
|                         | UEDS                         | 166    | 1,13 / 100,00   | Novo |
|                         | PCTP/MRPP                    | 156    | 1,06 / 100,00   | 0,19 |
|                         | Outros                       | 128    | 0,87 / 100,00   |      |
| Votos Inválidos         | Votos Inválidos              | 668    | 4,52 / 100,00   | 1,96 |
| Total                   | Total                        | 14 754 | 100,00 / 100,00 |      |
| Eleitorado/Participação | Eleitorado/Participação      | 18 645 | 79,13 / 100,00  | 8,45 |

### Vila do Bispo
| Partido                 | Partido                           | Votos | %               | +/-  |
| ----------------------- | --------------------------------- | ----- | --------------- | ---- |
|                         | Partido Socialista                | 1 322 | 36,54 / 100,00  | 5,79 |
|                         | Aliança Povo Unido                | 857   | 23,69 / 100,00  | 6,36 |
|                         | Aliança Democrática               | 805   | 22,25 / 100,00  | 3,85 |
|                         | União Democrática Popular         | 217   | 6,00 / 100,00   | 1,96 |
|                         | UEDS                              | 83    | 2,29 / 100,00   | Novo |
|                         | PCTP/MRPP                         | 70    | 1,93 / 100,00   | 0,81 |
|                         | Partido Socialista Revolucionário | 46    | 1,27 / 100,00   | 0,90 |
|                         | Partido da Democracia Cristã      | 42    | 1,16 / 100,00   | 0,58 |
| Votos Inválidos         | Votos Inválidos                   | 176   | 4,86 / 100,00   | 4,16 |
| Total                   | Total                             | 3 618 | 100,00 / 100,00 |      |
| Eleitorado/Participação | Eleitorado/Participação           | 4 312 | 83,91 / 100,00  | 3,11 |

### Vila Real de Santo António
| Partido                 | Partido                   | Votos  | %               | +/-   |
| ----------------------- | ------------------------- | ------ | --------------- | ----- |
|                         | Aliança Povo Unido        | 3 401  | 33,95 / 100,00  | 11,20 |
|                         | Partido Socialista        | 2 905  | 29,00 / 100,00  | 17,01 |
|                         | Aliança Democrática       | 2 530  | 25,26 / 100,00  | 7,44  |
|                         | União Democrática Popular | 437    | 4,36 / 100,00   | 0,20  |
|                         | UEDS                      | 170    | 1,70 / 100,00   | Novo  |
|                         | PCTP/MRPP                 | 112    | 1,12 / 100,00   | 0,28  |
|                         | Outros                    | 145    | 1,45 / 100,00   |       |
| Votos Inválidos         | Votos Inválidos           | 317    | 3,17 / 100,00   | 1,89  |
| Total                   | Total                     | 10 017 | 100,00 / 100,00 |       |
| Eleitorado/Participação | Eleitorado/Participação   | 11 631 | 86,12 / 100,00  | 0,60  |